# Vibble
Vibble is een plaats in de gemeente, landschap en eiland Gotland in de provincie Gotlands län in Zweden. De plaats heeft 1135 inwoners (2005) en een oppervlakte van 119 hectare. Het ligt 3 km ten zuiden van Visby. Toerisme is de belangrijkste inkomstenbron. De bekende Villa Kakelbont uit de films en televisieserie van Pippi Langkous staat in.

## Verkeer en vervoer
Bij de plaats loopt de Länsväg 140.